# Poul Larsen (Kanute)
Poul Frederik Larsen (* 21. August 1916 in Kopenhagen; † 15. Juli 1990 ebenda) war ein dänischer Kanute.
Seinen größten Erfolg erzielte der Kopenhagener im Jahr 1938, als er bei den Kanurennsport-Weltmeisterschaften im schwedischen Vaxholm im Kajak-Zweier über 1000 Meter zusammen mit Vagin Jørgensen auf Platz drei landete.
Zwei Jahre später nahm er bei den Olympischen Sommerspielen 1936 in Berlin an den Wettkämpfen im Einer-Kajak über 1000 Meter teil. Dort schied er jedoch bereits im Vorlauf aus. 